# Пустильник Любов Семенівна
Пустильник Любов Семенівна (20 жовтня 1927, Бершадь — 25 січня 2012, Торонто) — радянська та російська літературознавиця. Кандидат філологічних наук; доктор філології (Канада). Член Спілки письменників Москви, Спілки театральних діячів Росії і міжнародного ПЕН-клубу. Член Центру з вивчення Росії та Східної Європи Торонтського університету (Онтаріо, Канада). Нагороджена Золотою медаллю Франца Кафки (2011).
У 1964 році захистила в МГПИ ім. В. І. Леніна кандидатську дисертацію на тему «О. М. Плещеєв — критик». Любов Пустильник — авторка книжок і статей про творчість Плещеєва, Ф. М. Достоєвського, М. В. Гоголя, О. М. Островського, М. О. Некрасова, А. П. Чехова, М. О. Добролюбова, І. З. Сурикова, С. Я. Надсона, В. І. Нарбута, Шолом-Алейхема, Д. С. Мережковського, С. Ю. Прегель, А. Гінгер, І. Л. Щеглова (Леонтьєва), Бєлінського, В. В. Воровського, Луначарського та ін.
Її книги виходили у видавництвах «Наука», «Художня література», «Терра», «Книга», «Правда». Її дослідження, статті, публікації невідомих раніше документів і листів надруковані: у п'яти томах — «Літературної спадщини» (Видавництво Академії наук): томах «Чехов», «О. М. Островський», «Л. М. Толстой», «А. В. Луначарський», «Максим Горький».
До видання «Літературний архів», випуск 6, ИРЛИ (Пушкінський будинок), увійшли її публікації листів Плещеєва Достоєвському, М. Л. Михайлову, Я. П. Полонському, І. Л. Щеглову та іншим письменникам того часу.